# Meralgia parestésica
Meralgia parestésica é uma mononeuropatia dolorosa, resultando em dormência ou dor na face exterior da coxa, devido a lesão de um nervo sensitivo da coxa.
Esta desordem neurológica crônica envolve um único nervo, o nervo cutâneo lateral da coxa, que também é chamado de nervo cutâneo femoral lateral. O termo "meralgia parestésica " combina quatro raízes gregas para significar "dor na coxa com percepção anômala".

## Sinais e sintomas
- Dor no lado externo da coxa, ocasionalmente se estendendo para o lado externo do joelho, geralmente constante.
- Uma sensação de queimação, formigamento ou dormência na mesma área.
- Picada de abelha múltipla como dores na área afetada.
- Ocasionalmente, dor na região da virilha ou dor se espalhando pelas nádegas.
- Geralmente mais sensível ao toque leve do que à pressão firme.
- Hiper sensibilidade ao calor (a água quente do chuveiro parece estar queimando a área).
- Ocasionalmente, os pacientes podem se queixar de coceira ou uma sensação incômoda, em vez de dor na área afetada.

A distribuição inteira do nervo raramente é afetada. Normalmente, as sensações desagradáveis afetam apenas parte da pele fornecida pelo nervo.

## Causas

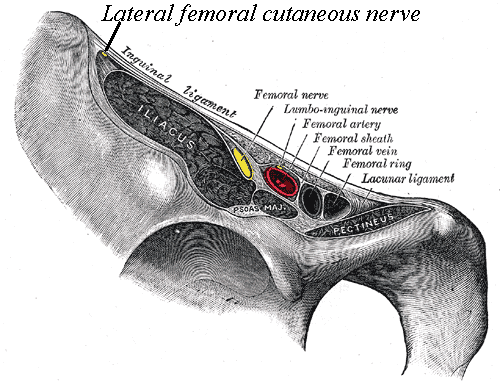
Nervo cutâneo lateral da coxa e outras estruturas que passam entre o ligamento inguinal esquerdo e o ilíaco, visão frontolateral do lado direito da pelve.

O nervo cutâneo femoral lateral mais frequentemente se torna lesionado por aprisionamento ou compressão, na região que passa entre o osso do quadril da frente (ilíaco) e o ligamento inguinal próximo à fixação na espinha ilíaca ântero-superior (o ponto superior do osso do quadril). Menos comumente, o nervo pode ser aprisionado por outras estruturas anatômicas ou anormais, ou danificado por neuropatia ou trauma diabético ou outros, como por lesão pelo cinto de segurança em um acidente automóvel.
O nervo pode tornar-se doloroso durante um período de tempo, à medida que o ganho de peso faz com que as roupas íntimas, os cinturões ou o cós das calças gradualmente exerçam níveis mais altos de pressão. A dor pode ser aguda e irradiar para dentro da caixa torácica e para a virilha, coxa e joelho. Alternativamente, a perda de peso ou o envelhecimento podem remover as camadas de gordura protetora sob a pele, resultando em uma compressão do nervo contra roupas íntimas e cintos apertados. Longos períodos de exercícios em pé ou na perna que aumentam a tensão no ligamento inguinal também podem causar pressão.